# Startkablar

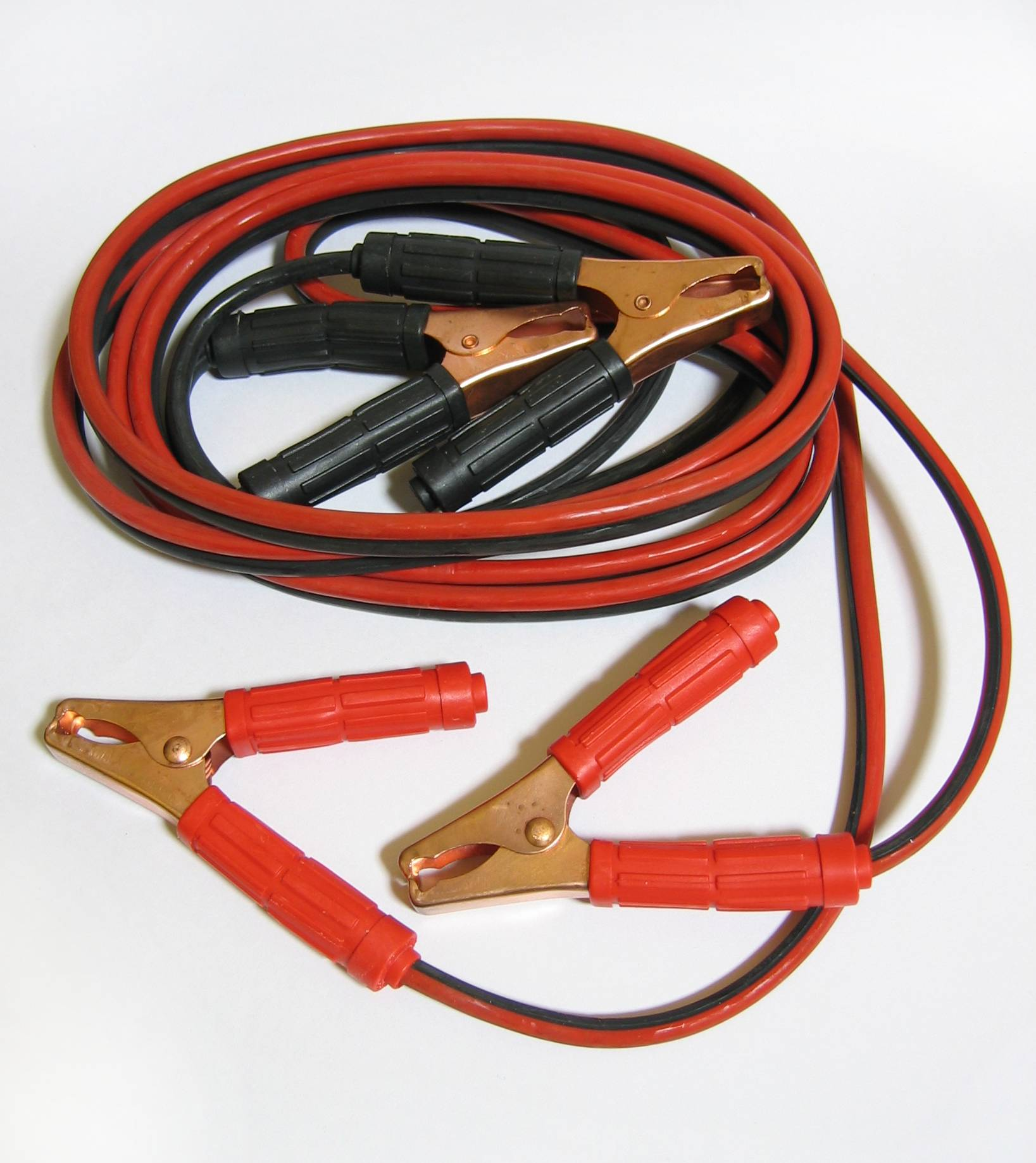
Ett par startkablar.

Stegen (1) till (4) är en säker ordning för att ansluta startkablar från det urladdade batteriet till vänster till det laddade batteriet till höger. Om (2) ansluts före (1) och den lösa änden av misstag vidrör bar metall på fordonet, kortsluts det laddade batteriet. Kortslutning av det urladdade batteri är mindre riskabelt. (4) ansluts till bar metall långt borta från batteriet för att minska risken för att gnistor som kan uppstå vid anslutning av kretsen kommer i kontakt med väte som eventuellt frigörs av batteriet. Kablar kopplas ur i omvänd ordning.

Startkablar är ett par isolerade ledningar med krokodilklämmor i varje ände för att koppla ihop ett fordon som inte startar med en hjälpkälla, till exempel ett annat fordon, ett annat batteri eller utrustning med samma systemspänning.

## Användning
När ett fordon har laddat ur sitt batteri kan det vara svårt att starta fordonet. Med hjälp av startkablar kan batteriet anslutas till en hjälpkälla med samma systemspänning. Hjälpkällan laddar batteriet hos det fordon som inte startar och ger en del av den kraft som behövs för att starta motorn. När fordonet har startats laddas batteriet av fordonets inbyggda laddningssystemet så att hjälpkällan kan tas bort. Om fordonsladdningssystemet fungerar är det möjligt att återställa batteriets laddning genom att låta motorn gå, även om det vanligtvis rekommenderas att köra fordonet i några minuter efter starthjälpen.